# Zentrygon chiriquensis
Zentrygon chiriquensis — вид птиц из семейства голубиных. Обитают в горных лесах Таламанкана, региона, расположенного на территории Панамы и Коста-Рики. Держатся на средних высотах.

## Описание
Длина 28—30 см. Глаза красные.
Птица скрытна, её чаще слышат, чем видят. Крик — whoooo-ooooh.
МСОП присвоил виду охранный статус LC.